# Semáforo ferroviario

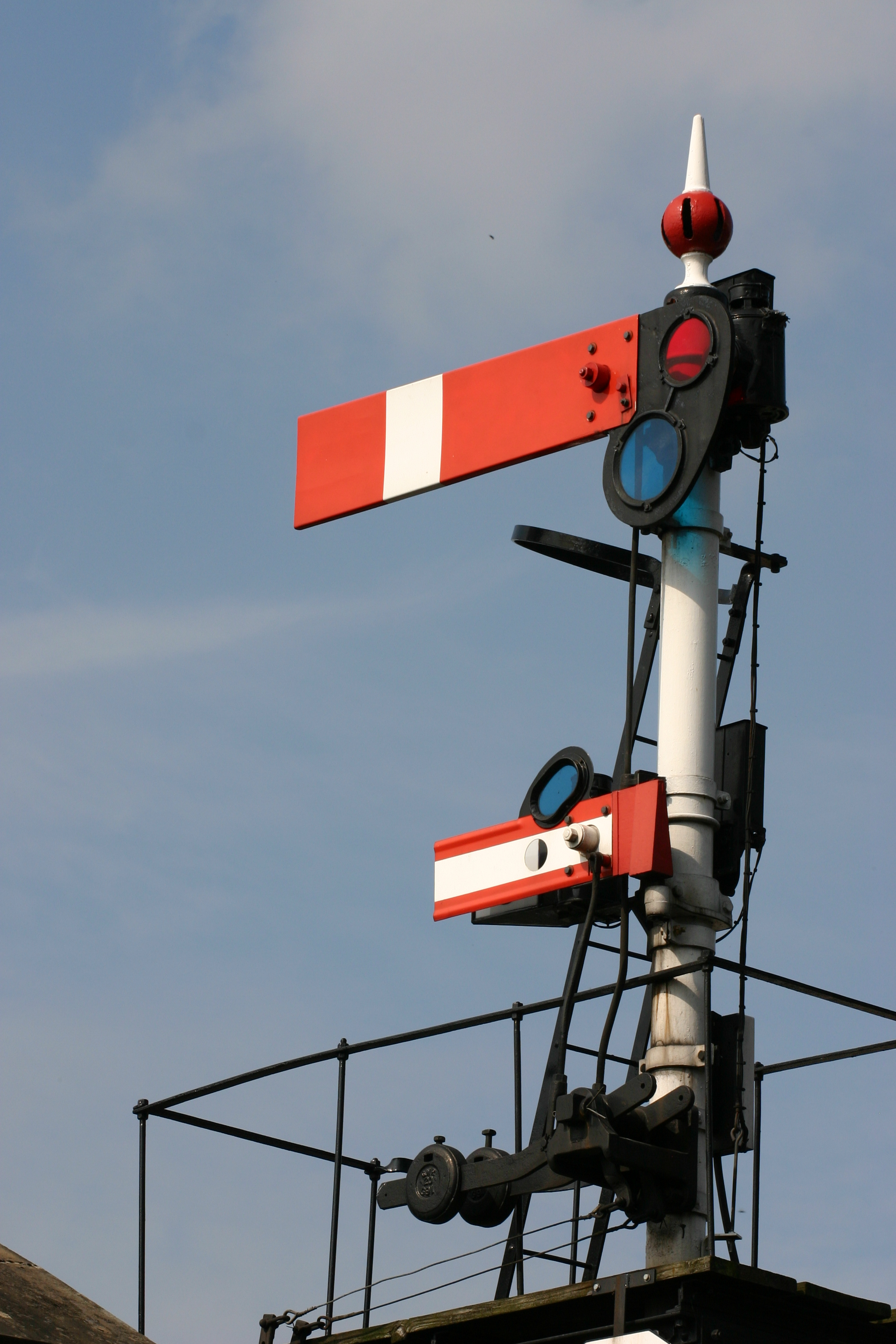
Semáforo eléctrico

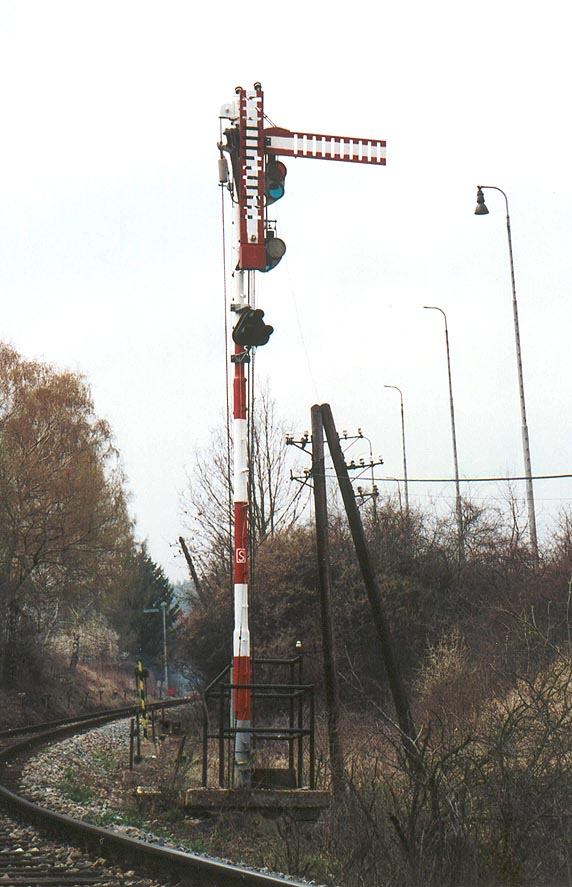
Semáforo mecánico

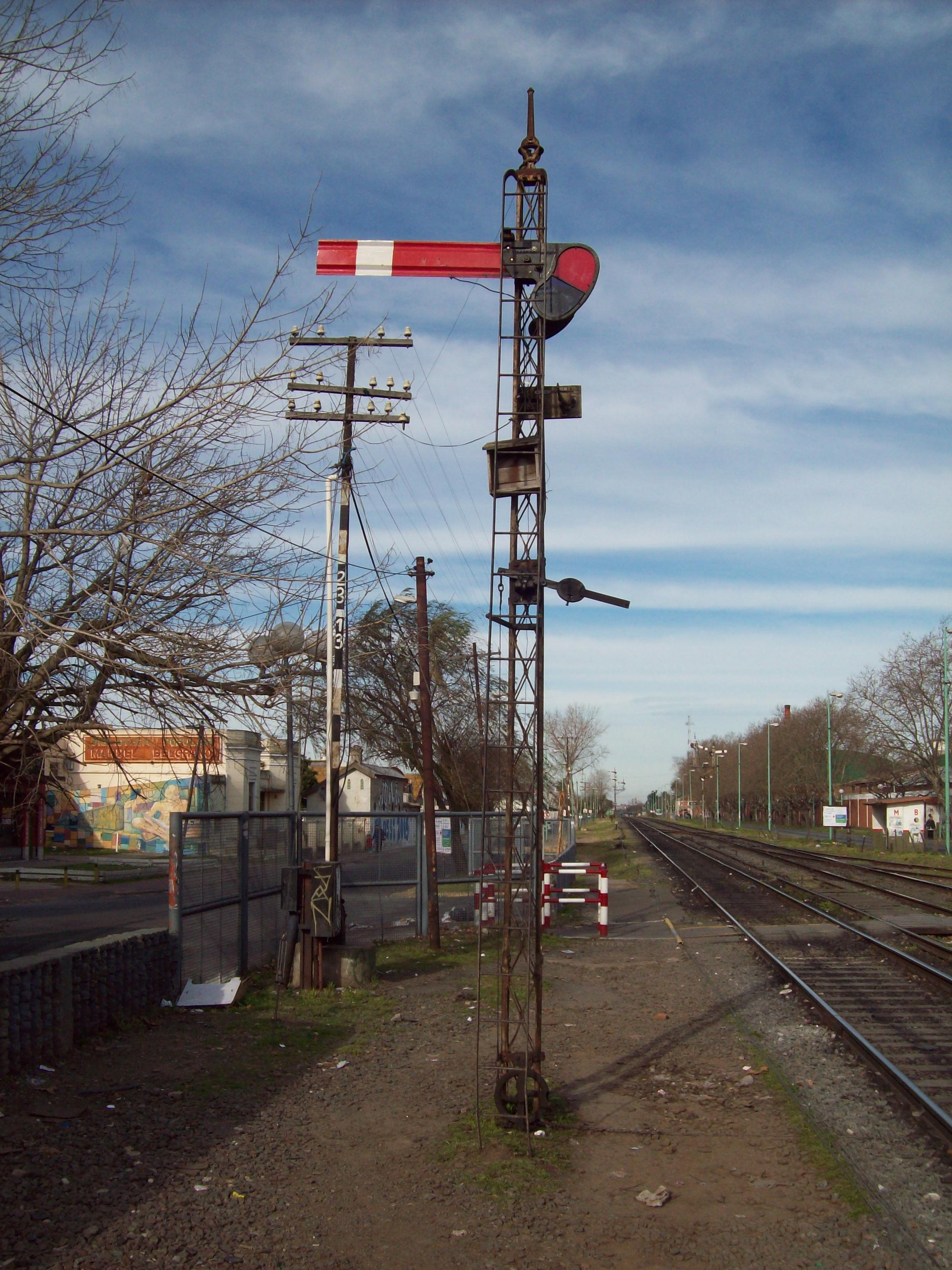
Señal ferroviaria de brazo indicando vía bloqueada.

Un semáforo ferroviario, aparato de señales mecánicas o bien luminosas utilizado para regular la circulación de los ferrocarriles.
Al principio se empezó con los semáforos simplemente mecánicos, luego los de activación eléctrica, pero con el tiempo se comenzaron a utilizar los semáforos luminosos, que aunque al principio no eran muy visibles durante el día, finalmente sirvieron para complementar el trabajo de los semáforos mecánicos durante la noche.

## Semáforos mecánicos
Los semáforos mecánicos, son unos dispositivos que no necesitan energía eléctrica, son tan viejos como el ferrocarril. Por lo general, son operados a distancia a unos pocos cientos de metros o incluso desde debajo mismo del semáforo, por una persona situada en una caseta de vigilancia mediante un cable largo conectado a una palanca para cambiar su estado.
En la actualidad, los semáforos mecánicos se han substituido en muchos lugares por señales de luz, pero las líneas importantes a menudo se pueden encontrar todavía en uso en los dispositivos.
Los semáforos básicos indican señales similares a los semáforos de tráfico urbano (aunque en el caso de ser luminosos no siempre coinciden los colores). Esencialmente tienen tres estados: 1º.- parar, 2º.- pasar/vía libre, y 3º.- pasar, pero lentamente (alrededor de 25 km/h.
En un tren de alta velocidad convencional Conductor puede ver la señal de parar, no tiene tiempo de frenar el tren a tiempo, por lo que el semáforo principal se complementa con otro de aviso a una distancia con suficiente antelación.

### Ejemplo de señalización con semáforos mecánicos (sistema alemán)
El Sistema de Semáforos Alemán utiliza un círculo amarillo de señalización (o de advertencia), que puede girar a una posición vertical u horizontal).
| Forma señal principal Hp 0 · 0 forma de la señal Vr | Forma señal principal Hp 1 · forma de señal Vr 1 | Forma señal principal Hp 2 · Vr forma de la señal 2                                                                |
| Hp0 "Parar" y Vr0 "espera para detención"           | Hp1 "Pasar" y Vr1 "espera para pasar"            | Hp2 ' "Pasar a baja velocidad 40 kmh (30, 50 o 60 km/h)" y Vr2 "espera marcha lenta 40 kmh (con 30, 50 o 60 km/h)" |

## Semáforos eléctricos
Los semáforos eléctricos pueden ser mecánicos con palancas movidas eléctricamente, o también luminosos, como los semáforos de tráfico urbano (aunque con un significado distinto de los colores).
| Indicación            | Posición de la señal | Actuación |
| --------------------- | -------------------- | --- |
| Vía libre             |                      | Circular normalmente si nada se opone. |
| Anuncio de parada     |                      | Indica al agente del tren que debe ponerse en condiciones de parar ante la señal siguiente, piquete de salida de la vía de estacionamiento o final de vía. |
| Parada                |                      | Ordena al agente del tren parar ante la señal sin rebasarla. |
| Anuncio de precaución |                      | No exceder de 30 km/h o la velocidad indicada por la alfanumérica de información fija o variable luminosa, al paso por las agujas situadas a continuación de la siguiente señal. |
| Rebase autorizado     |                      | Indica que la señal en rojo puede ser rebasada siguiendo la normativa. Se utiliza para acceder con autorización a vías donde ya hay otro tren u otra incidencia durante una maniobra. |
| Movimiento autorizado |                      | Indica al maquinista, dentro de una estación (solo se encuentra allí, nunca en plena vía), que reinicie la marcha hasta la señal siguiente, atendiendo a lo que esta indique. En algunas estaciones es necesaria la señal de marche el tren. Si se trata de un tren en movimiento, circulará normalmente si nada se opone. Y si fuese una maniobra, circulará cuando lo ordene el encargado de la misma. |